# Tuba Kolong
Tuba Kolong (Schreibvariante: Tubakolong und Tubo Kolong) ist eine Ortschaft im westafrikanischen Staat Gambia.
Nach einer Berechnung für das Jahr 2013 leben dort etwa 1547 Einwohner, das Ergebnis der letzten veröffentlichten Volkszählung von 1993 betrug 1239.

## Geographie
Tuba Kolong liegt am nördlichen Ufer des Gambia-Flusses in der North Bank Region, Distrikt Upper Niumi. Der Ort liegt westlich von der Straße, die von Essau über Aljamdu nach Albreda führt.

## Kultur und Sehenswürdigkeiten
Bei Tuba Kolong ist ein historischer Brunnen als Kultstätte unter dem Namen Tubabu Kolong bekannt.